# TuS 코블렌츠
TuS 코블렌츠(TuS Koblenz)는 독일 라인란트팔츠주의 도시 코블렌츠를 연고로 하는 축구 팀이다. 1911년 8월 1일에 FC 도이칠란트 노이엔도르프(Fussball Club Deutschland Neuendorf)라는 이름으로 창단했다.

## 선수 명단

### 현역
참고: FIFA 자격 규정에 따라 소속된 국가대표팀 국기를 표시합니다. 선수는 복수의 FIFA 비회원국 국적을 가지고 있을 수 있습니다.
| 번호 | 포지션 | 국적       | 이름                   |
| ---- | ------ | ---------- | ---------------------- |
| 13   | MF     | 팔레스타인 | 타리크 에마드 술레이만 |

| 번호 | 포지션 | 국적 | 이름 |
| ---- | ------ | ---- | ---- |

## 역대 감독
| 감독    | 임기        |
| ------- | ----------- |
| 콜린 벨 | 1989 ~ 1996 |